# Мінєєв Максим Володимирович
Максим Володимирович Мінєєв (рос. Максим Владимирович Минеев; нар. 23 листопада 1989, Бариш, Ульяновська область, РРФСР) — російський футболіст, захисник.

## Життєпис
Вихованець академії «Лади» (Димитровград), у дублюючому складі якої 2001 року й розпочав дорослу футбольну кар'єру. У ФНЛ та ПФЛ виступав за «Волга» (Ульяновськ), «Алнас» (Альметьєвськ), «Мордовію» (Саранськ), «Носту» (Новотроїцьк), «Динамо» (Кіров), «Динамо» (Барнаул) та МІТОС (Новочеркаськ).
З 2017 по 2019 рік виступав у чемпіонаті окупованого Криму за «Рубін» (Ялта), «Кафу» та «Океан» (Керч). Також захищав кольори аматорського колективу «Титан» (Клін).